# Tour of Leuven
Tour of Leuven-Memorial Jef Scherens (dawniej Grote Prijs Jef Scherens) – jednodniowy wyścig kolarski w Leuven, w Belgii. Odbywa się co roku w sierpniu od 1963. Należy do cyklu UCI Europe Tour.

## Zwycięzcy
| Rok  | Pierwsze              | Drugie                 | Trzecie                  |
| ---- | --------------------- | ---------------------- | ------------------------ |
| 1963 | Marcel Vanden Bogaert | Francesco Miele        | Walter Muylaert          |
| 1964 | Norbert Kerckhove     | André Noyelle          | Gustaaf Van Vaerenbergh  |
| 1965 | Fernand Deferm        | Eddy Merckx            | Emile Daems              |
| 1966 | Herman Van Springel   | Robert Lelangue        | Jos Huysmans             |
| 1967 | Robert Lelangue       | Herman Van Springel    | Remi Van Vreckom         |
| 1969 | Frans Verbeeck        | Roger De Vlaeminck     | Roger Kindt              |
| 1970 | Frans Verbeeck        | Raphaël Hooyberghs     | Jozef Abelshausen        |
| 1971 | Frans Verbeeck        | Georges Pintens        | Edward Janssens          |
| 1972 | Gustaaf Hermans       | Willem Peeters         | Omer Meeus               |
| 1973 | Jan van Katwijk       | Victor Van Schil       | Théo van der Leeuw       |
| 1974 | Freddy Maertens       | Rik Van Linden         | Frans Verbeeck           |
| 1975 | Freddy Maertens       | Ronny Van De Vijver    | Eddy Merckx              |
| 1976 | Frans Verbeeck        | Etienne Van der Helst  | Walter Naegels           |
| 1977 | Walter Planckaert     | Wilfried Wesemael      | Benny Schepmans          |
| 1978 | Frans Van Looy        | Gustaaf Van Roosbroeck | Frank Hoste              |
| 1979 | Marcel Laurens        | Willy Teirlinck        | Frans Van Vlierberghe    |
| 1980 | Ludo Delcroix         | Frans Van Looy         | Etienne Van der Helst    |
| 1981 | Jan Raas              | Rudy Pevenage          | Sean Kelly               |
| 1982 | Rudy Matthijs         | Alfons De Wolf         | Ludwig Wijnants          |
| 1983 | Adrie van der Poel    | Ronny Van Holen        | Jan Bogaert              |
| 1984 | Ronny Van Holen       | Jan Wijnants           | Johan Lammerts           |
| 1985 | Jozef Lieckens        | Willem Wijnant         | Gery Verlinden           |
| 1986 | Jozef Lieckens        | Johan Capiot           | Luc De Decker            |
| 1987 | Ronny Van Holen       | Dirk Clarysse          | Wilfried Peeters         |
| 1988 | Patrick Schoovaerts   | Herman Raeymaekers     | Filip Noé                |
| 1990 | Wilfried Peeters      | Corneille Daems        | Johan Devos              |
| 1991 | Wilco Zuijderwijk     | Olaf Jentzsch          | Hendrik Redant           |
| 1992 | Hendrik Redant        | Johan Museeuw          | Olaf Ludwig              |
| 1993 | Frans Maassen         | Herman Frison          | Wilfried Peeters         |
| 1994 | Mauro Bettin          | Johan Verstrepen       | Jans Koerts              |
| 1995 | Erik Dekker           | Frank Corvers          | Léon van Bon             |
| 1996 | Jans Koerts           | Andrzej Sypytkowski    | Wim Omloop               |
| 1997 | Stéphane Hennebert    | Anthony Rokia          | Frank Høj                |
| 1998 | Jo Planckaert         | Johan Verstrepen       | Raymond Meijs            |
| 1999 | Marc Streel           | Michel Vanhaecke       | Gert Vanderaerden        |
| 2000 | Dave Bruylandts       | Andy De Smet           | Nicki Sørensen           |
| 2001 | Niko Eeckhout         | Björn Leukemans        | Geert Omloop             |
| 2002 | Andreas Klier         | Robert Hunter          | Léon van Bon             |
| 2003 | Thor Hushovd          | Roger Hammond          | Niko Eeckhout            |
| 2004 | Allan Johansen        | Karsten Kroon          | Wouter Van Mechelen      |
| 2005 | Joost Posthuma        | Björn Leukemans        | Rory Sutherland          |
| 2006 | Marcel Sieberg        | Dirk Müller            | Siergiej Łagutin         |
| 2007 | Bram Tankink          | Janek Tombak           | Frédéric Amorison        |
| 2008 | Wouter Mol            | Janek Tombak           | Kurt Hovelijnck          |
| 2009 | Sebastian Langeveld   | Stijn Vandenbergh      | Frédéric Amorison        |
| 2010 | Lars Boom             | Maxime Vantomme        | Fabian Wegmann           |
| 2011 | Jérôme Pineau         | Kenny Dehaes           | Guillaume Van Keirsbulck |
| 2012 | Steven Caethoven      | Stijn Neirynck         | Frédéric Amorison        |
| 2013 | Bert De Backer        | Sep Vanmarcke          | Jasper Stuyven           |
| 2014 | André Greipel         | Tom Van Asbroeck       | Danny van Poppel         |
| 2015 | Björn Leukemans       | Dimitri Claeys         | Mark McNally             |
| 2016 | Dimitri Claeys        | Pim Ligthart           | Roman Majkin             |
| 2017 | Timothy Dupont        | Kenny Dehaes           | Justin Jules             |
| 2018 | Jasper Stuyven        | Jonas Van Genechten    | Timothy Dupont           |
| 2019 | Niccolò Bonifazio     | Hugo Hofstetter        | Timothy Dupont           |
| 2021 | Niccolò Bonifazio     | Nacer Bouhanni         | Gianni Vermeersch        |
| 2022 | Victor Campenaerts    | Zdeněk Štybar          | Alexander Kristoff       |
| 2023 | Arnaud De Lie         | Stan Van Tricht        | Axel Laurance            |
| 2024 | Markus Hoelgaard      | Mike Teunissen         | Milan Menten             |